# František Zapletal
František Zapletal (18. července 1861 Senička – 20. srpna 1935 Žitenice) byl český katolický duchovní, titulární biskup salonský a pomocný biskup pražský.

## Život
Narodil se v rodině pololáníka v Seničce Antona Zapletala a jeho manželky Anny, rozené Dostálové.
Studoval v Olomouci a v Římě. Významně se zasloužil o vybudování české koleje Nepomucenum v Římě, byl jejím prvním vicerektorem. Na světícího biskupa pražského byl vysvěcen spolu s Antonínem Eltschknerem dne 19. března 1933.
Kanovníkem vyšehradské kapituly se stal v roce 1904, roku 1924 pak i jejím proboštem. Je pohřben ve hřbitovní kapli v areálu Vyšehradského hřbitova, jejíž suterénní část slouží jako hrobka kanovníků Královské kolegiátní kapituly sv. Petra a Pavla na Vyšehradě.

## Dílo
- Zapletal, František: Kollej česká v Římě. Časopis katolického duchovenstva 31, 1890, 129-147, 205-221.
- Zapletal, František: Péče sv. Otce, papeže Lva XIII. o české kollegium v Římě. In: Horský R. – Škrdle T. (reds.), Almanah na oslavu biskupského jubilea Sv. Otce Lva XIII., Praha 1893, 62-83.
- Zapletal, František: Papež Pius XI. List sv. Otce Pia XI. k arcibiskupům a biskupům československým o sv. Václavu. Praha 1929.